# Titandiborid
Titandiborid (TiB2) är en kemisk förening mellan titan och bor som utgör ett keramiskt material med mycket god kemiskt stabilitet och mycket högt motstånd mot abrasiv nötning. Det har även god elektrisk ledningsförmåga, och kan därför gnistbearbetas. 
Titandiborid används i skärmaterial och i komponenter som utsätts för mycket slitage, men även i lättviktspansar.